# ネクスト・タイム
ネクスト・タイム（Next Time、マケドニア語表記:Некст Тајм）は、マケドニア共和国のスコピエ出身のロック・デュオ。デュオはマルティン・フィリポフスキ（Мартин Филиповски / Martin Filipovski）とステファン・フィリポフスキ（Стефан Филиповски / Stefan Filipovski）の兄弟から成る。ステファンはバンドの表の顔でありリード・シンガーである一方、マルティンはギターとバックグラウンド・ヴォーカルを担当している。デュオは2008年初頭までは単にNext Timeの名でのみ知られていた。それまでの間、ネクスト・タイムは各種のガレージ・バンドや児童音楽祭に参加してきた。2008年初頭のバンド名を冠したアルバム『Next Time』のリリースによって、急速に知名度を上げ、マケドニア共和国の音楽シーンでは知られる存在となった。ネクスト・タイムはロシアのモスクワで開かれるユーロビジョン・ソング・コンテスト2009にマケドニア共和国代表として参加する。

## 来歴
ネクスト・タイムは2008年初頭、Plan B Productionとの契約に続いて結成された。彼らは作曲家でソングライターのヨヴァン・ヨヴァノフ（Jovan Jovanov）に見出され、2008年5月に初のシングル「Ne Veruvam Vo Tebe」をリリースした。曲の歌詞はネクスト・タイムが作詞し、曲はヨヴァン・ヨヴァノフがプロデュースした。「Ne Veruvam Vo Tebe」は直ちにマケドニア共和国の複数のチャートで首位に立ち、一躍ネクスト・タイムを有名にした。ネクスト・タイムはまたこの曲のために初のミュージック・ビデオを制作した。続いて2008年7月にラジオ音楽祭ズヴェズデナ・ノク（Zvezdena Nok）に登場した。ズヴェズデナ・ノクでは、彼らは楽曲「Me Mislish Li?」で「今年のサマー・ヒット」に選ばれた。2箇月後、オフリド・フェストでは、ネクスト・タイムは楽曲「Me Ostavi Sam Da Zhiveam」で「最優秀新人賞」に選ばれた。これに続く10月には、マケドニア共和国で最も名声ある音楽祭マクフェスト（MakFest）にて4作目のシングル「Bez Tebe Tivko Umiram」で参加し、2日目の準決勝を首位で通過した。決勝では、優勝者にわずか3ポイント差で破れ、2位となった。
2008年12月16日、ネクスト・タイムはセルフ・タイトルのアルバムを発売した。アルバムは13曲を収録し、うち2曲は外国語曲によるボーナス・トラックである。ボーナス・トラックの1つは、「Why Did You Go」と題され、英語で歌われている。もう1つのボーナス・トラックはイタリア語のポップ・オペラの楽曲「Caruso」である。アルバム発売前に発表された4つのシングルは全てミュージック・ビデオが付随している。

## ユーロビジョン・ソング・コンテスト2009
ネクスト・タイムはユーロビジョン・ソング・コンテストのマケドニア共和国代表を決める国内選考で、2位に1ポイント差で優勝した。これによって、彼らはマケドニア共和国代表として同大会に参加することとなった。

## ディスコグラフィー

### アルバム
- Next Time（2008年）

### シングル
- "Ne Veruvam Vo Tebe"（2008年）
- "Me Mislish Li?"（2008年）
- "Me Ostavi Sam Da Zhiveam"（2008年）
- "Bez Tebe Tivko Umiram"（2008年）

## 受賞

### Radiski Festival - Zvezdena Nok（2008年6月）
- Summer Hit of the Year

### TV Orbis（2008年8月）
- Star Orbit of popularity（Ѕвездена Орбита На Популарноста）

### Ohrid Fest（2008年8月）
- Best New Artist

### Makfest（2008年10月）
- 首位（準決勝）
- 2位（決勝）

### MARS Festival
- Hit of the Year 2008 - "Me Ostavi Sam Da Zhiveam"

### その他
- SuperStar (Супер Ѕвезда) - Teenage Idols of 2008
- Macedonian Ministry of Culture - Diploma for Recognition